# HCL Sametime
HCL Sametimeは、HCLテクノロジーズが開発・販売するクライアントサーバアプリケーションとミドルウェアプラットフォームで、企業でのリアルタイムの統合コミュニケーションとコラボレーションを提供する。在席情報、企業内インスタントメッセージ、Web会議、ソーシャル機能、電話との連携機能などがある。
1998年にIBMのロータスブランド製品(IBM Lotus Sametime 、後に IBM Sametime)として登場したが、2019年7月にHCLがIBMより買収して現在の HCL Sametime となった。

## 特徴
IBM Lotus Sametime には、Lotus Sametime Connect クライアントと管理用の Lotus Sametime サーバが含まれる。機能レベルによって4種類の Lotus Sametime が存在する。
Lotus Sametime Entry
基本的な在席情報とインスタントメッセージ機能
Lotus Sametime Standard
Lotus Sametime Entry の機能に加えて、以下の機能がある。
- 位置情報を加えた在席情報
- ビデオチャット（1対1）
- ボイスチャット（5人同時）
- Web会議
- IBM Lotus Sametime Gateway を経由して各種IMネットワーク（AOL Instant Messenger、Yahoo! Messenger、Google Talk、XMPPベースのサービスなど）と相互運用可能
- Lotus Sametime と他のアプリケーションの連携を可能にするオープンなAPI
- Sametime Audio/Video Services は、音声コーデックとしてG.711、G.723.1、iSAC、ビデオコーデックとして H.263+ をサポート[3]。

Lotus Sametime Advanced
Lotus Sametime Standard の機能に加えて、リアルタイムのグループウェア機能やSNS機能を提供する。
- 継続的なチャットルーム
- ブロードキャストツール
- インスタント画面共有
- 位置情報サービス

Lotus Sametime Unified Telephony
Lotus Sametime Standard または Lotus Sametime Advanced に電話連携機能を追加する。
- 電話に出られるかどうかを含めた在席情報
- ソフトフォン
- 着信管理
- 通話中の転送などの通話制御
- 各種電話システム（IP-PBXやTDMシステム）との接続連携

## サポートしているプラットフォーム、API、アプリケーション統合
ミドルウェアとして、アプリケーションとビジネスプロセスの統合をサポートしている。リアルタイム通信の場合、これを Communications Enabled Business Proceeses と呼ぶ。次の2つの方法がある。
- Lotus Sametime 用プラグインでアプリケーションと連携する
- Lotus Sametime 機能を対象アプリケーションに組み込む。

実際に連携可能なアプリケーションとしては、以下のものがある。
- Lotus Notes、Lotus Domino アプリケーション、Lotus Connections、IBM Lotus Quickr などのロータス製品
- Microsoft Office、Microsoft Outlook、Microsoft SharePoint などのマイクロソフト製品
- IBM WebSphere Portal などのポータルアプリケーション
- ウェブアプリケーション
- 企業用パッケージアプリケーション

Lotus Sametime はEclipseプラットフォーム上に構築されており、Eclipse を知っていれば Lotus Sametime 用プラグインを容易に開発できる。Virtual Places という独自プロトコルを使っているが、SIP、SIMPLE、T.120、XMPP、H.323などの標準的なプロトコルもサポートしている。
クライアントである Lotus Sametime Connect は Microsoft Windows 用、Linux用、macOS 用がある。サーバは Windows、AIX、i5/OS、Linux、Solaris で動作する。

## 歴史
IBMが取得した2つの企業の技術を組み合わせて、1998年に登場した。T.120 によるデータ会議と H.323 によるマルチメディア会議機能を提供していた Databeam という企業と、在席情報をベースとしたグループウェア機能を提供していたイスラエルの企業 Ubique である。
2008年、ガートナーは統合コミュニケーション分野でIBMが首位に立ったと初めて認めた。
2019年7月1日にHCLテクノロジーズがIBMよりLotus、Domino製品などを買収したことに伴い、SametimeもHCLに移籍した。

## バージョン
- 1999年1月6日 Lotus Sametime R1.0を発売（IBMのLotusブランドとして登場）
- 1999年9月9日 Lotus Sametime R1.5を発売
- 2001年3月2日 Lotus Sametime R2.0を発売
- 2001年10月1日 Lotus Sametime R2.5を発売
- 2002年10月25日 Lotus Sametime R3.0を発売
- 2003年7月8日 Lotus Sametime R3.1を発売
- 2004年4月2日 Lotus Instant Messaging and Web Conferencing (Sametime) 6.5.1を発売
- 2005年12月24日 Lotus Sametime 7.0を発売
- 2006年8月23日 Lotus Sametime 7.5を発売
- 2007年4月25日 Lotus Sametime 7.5.1を発売
- 2007年11月30日 Lotus Sametime 8.0を発売
- 2008年3月29日 Lotus Sametime Advanced 8.0を発売
- 2009年12月23日 Lotus Sametime 8.5を発売
- 2010年7月30日 Lotus Sametime 8.5.1を発売
- 2011年6月1日 Lotus Sametime 8.5.2を発売
- 2013年9月20日 IBM Sametime 9.0を発売 (発表は9月10日。名称よりLotusが消えた。)
- 2016年5月3日 IBM Sametime 9.0.1を発売
- 2019年6月14日 IBM Sametime 10を発売
- 2019年12月20日 HCL Sametime 11を発売（HCL買収後）
- 2020年11月10日 HCL Sametime 11.5を発売
- 2021年5月27日 HCL Sametime 11.6 を発売
- 2022年4月27 日 HCL Sametime 12 を発売
- 2022年11月15日 HCL Sametime 12.0.1 を発売
- 2023年12月7日 HCL Sametime 12.0.2 を発売